# 鴨の羽色
鴨の羽色（かものはいろ）は、青緑色の一種。マガモの雄の、頭から首にかけての羽色に由来する。
緑みがかった色から青みがかった色までさまざまあり、それらの色を持つ染物も出回っている。『万葉集』にも、青緑形容のために鴨の羽色を喩えにした短歌が2首収録されている。ただしこの呼び名が、当時から色の固有名として広く使われていたものなのかは不詳である。

## 英語のティール
英語にも鴨の羽色に由来する色名があり、緑がかったものを "teal"（ティール）もしくは "teal green"（ティールグリーン）、青みがかったものを "teal blue"（ティールブルー）と呼ぶ。右図のティールブルーのような色を鴨の羽色とする場合もある。
"teal" とはマガモやコガモを表す言葉であり（英語版ウィキペディアの Eurasian teal の記事も参照のこと）、鴨とアヒルを総称する "duck" もまた色名として使われている（右図参照）。
ティールの補色にあたるのはコーラル（珊瑚色）である。

## コンピュータにおけるティール
ウェブカラーにも、"teal" と名付けられている青緑系統の色がある。いくつかの環境下ではこの記述で色指定をすると、16進数表記で #008080 と指定した場合と同じ色が出力される。また、Microsoft Windows 95 デフォルトのデスクトップ背景色もこの色である。

## 近似色
- 青
- 緑
- 青緑
- 紺色